# Chalazion (schimmelgeslacht)
Chalazion is een geslacht van schimmels behorend tot de familie Pyronemataceae. De typesoort is Chalazion sociabile.

## Soorten
Volgens Index Fungorum bestaat het geslacht uit drie soorten (peildatum januari 2023): 
| Soortnaam            | Auteur(s)                              | Publicatiejaar |
| -------------------- | -------------------------------------- | -------------- |
| Chalazion erinaceum  | Doveri, Yei Z. Wang, Cacialli & Caroti | 1998           |
| Chalazion helveticum | Dissing                                | 1980           |
| Chalazion sociabile  | Dissing & Sivertsen                    | 1975           |